# Mysmenella gongi
Mysmenella gongi là một loài nhện trong họ Mysmenidae.
Loài này thuộc chi Mysmenella. Mysmenella gongi được miêu tả năm 2004 bởi Yin, Peng & Bao.